# Каннский кинофестиваль 1975
28-й Каннский кинофестиваль 1975 года проходил с 9 по 23 мая в Каннах (Франция).

## Жюри
- Жанна Моро, актриса (председатель)
- Андре Дельво, режиссёр
- Энтони Бёрджесс, писатель
- Фернандо Рей, актёр
- Джордж Рой Хилл, режиссёр
- Жерар Дуко-Рупп, продюсер
- Леа Массари, актриса
- Пьер Мазарс, журналист
- Пьер Салинджер, писатель
- Юлия Солнцева, актриса, режиссёр

## Фильмы в конкурсной программе
- Алиса здесь больше не живёт
- Алоиза
- Амулет Огума
- Этот милый Виктор
- Хроника огненных лет
- Пастораль. Умереть в деревне
- Счастливый развод
- История греха
- Слышишь, как лают собаки?
- Каждый за себя, а Бог против всех
- Ленни
- Приказы
- Лотта в Веймаре
- Человек по имени Пятница
- Марикен из Неймегена
- Они сражались за Родину
- Профессия: Репортер
- Запах женщины
- Специальное отделение
- Электра, любовь моя
- Касание Дзен
- Поторопись, пока не вернулась жена

## Фильмы вне конкурсной программы
- A Csodalatos Mandarin, режиссёр Миклош Синетар
- A faból faragott királyfi, режиссёр Адам Хорват
- Анна Каренина, режиссёр Маргарита Пилихина
- Галилео, режиссёр Джозеф Лоузи
- Georges Braque ou Le temps différent, режиссёр Фредерик Россиф
- Песня Индии, режиссёр Маргерит Дюрас
- Je t’aime, tu danses, режиссёр François Weyergans
- Моисей и Аарон, режиссёр Жан-Мари Штрауб
- День Саранчи, режиссёр Джон Шлезингер
- The Maids, режиссёр Кристофер Майлз
- Романтичная англичанка, режиссёр Джозеф Лоузи
- Томми, режиссёр Кен Рассел
- Волшебная флейта, режиссёр Ингмар Бергман

## Награды
- Золотая пальмовая ветвь:
  - Хроника огненных лет, режиссёр Мохаммед Лахдар-Хамина
- Гран-при: Каждый за себя, а Бог против всех, режиссёр Вернер Херцог
- Приз за лучшую режиссуру:
  - Коста-Гаврас — Специальное отделение
  - Мишель Бро — Приказы
- Приз за лучшую мужскую роль: Витторио Гассман — Запах женщины
- Приз за лучшую женскую роль: Валери Перрайн — Ленни
- Технический гран-при: Касание Дзен, режиссёр Кинг Ху
- Золотая пальмовая ветвь за короткометражный фильм: Лотрек, режиссёр Джофф Данбар
- Приз жюри за короткометражный фильм: Дарю тебе звезду, режиссёр Федор Хитрук